# Onthophagus krakadaakhomus
Onthophagus krakadaakhomus là một loài bọ cánh cứng trong họ Bọ hung (Scarabaeidae).